# Инкомбанк
Инкомбанк — ныне не существующий российский банк, входивший в пятерку самых крупных банков России и в 1000 самых крупных банков мира, основан 11 ноября 1988 года, в 1998 году лицензия отозвана.

## История
«Инкомбанк», основанный в 1988 году бывшим экономистом Промстройбанка СССР Владимиром Виноградовым, стал одним из первых коммерческих банков России. Его основными акционерами были крупные производства, внешнеторговые объединения и предприятия, ориентированные на экспорт. В начале 1990-х годов считался одним из ведущих российских банков (9-е место в банковских рейтингах в 1993 году, 5-е — в 1994-м и 2-е — с 1995 года). Владимир Виноградов стал одним из самых влиятельных людей России.
В 1994 году над Инкомбанком установил контроль Семен Могилевич, заключив сделку с его президентом Владимиром Виноградовым.
По данным из книги Ю. И. Скуратова, проведённый Генеральной прокуратурой компьютерный анализ заключённых сделок показал, что банк участвовал в спекуляциях на рынке ГКО (что стало одной из причин дефолта 1998 г).
29 октября 1998 года у банка отозвана лицензия в связи с «неисполнением банком требований федеральных законов, регулирующих банковскую деятельность, нормативных актов Банка России, неспособностью удовлетворить требования кредиторов по денежным обязательствам и исполнить обязанности по уплате обязательных платежей».
Снижение курса рубля и массовое изъятие средств клиентами банка привели к резкому ухудшению финансового положения «Инкомбанка». К этому привели несбалансированность обязательств по срокам и чрезмерные риски на рынке срочных сделок. Банк России отозвал лицензию, чтобы не началось получение частью кредиторов компенсации за неисполнение банком отдельных обязательств путём наложения арестов на имущество банка в ущерб интересам общей массы кредиторов.
Несмотря на то, что после появления у банка затруднений начался существенный вывод активов, к моменту отзыва лицензии их величина и качество позволяли банку расплатиться по всем обязательствам. Тем не менее, из-за противоречий, возникших среди руководства, тяжелой болезни президента банка Владимира Виноградова и продолжающегося вывода активов организовать расчеты с кредиторами и добиться возобновления деятельности банка не удалось. 1 февраля 2000 года по иску физического лица «Инкомбанк» был признан банкротом. Даже после объявления банкротом «Инкомбанк» все ещё располагал значительными активами. Конкурсное производство продолжалось более четырёх лет. За это время банку удалось полностью расплатиться со всеми частными вкладчиками и частью корпоративных клиентов. Процедура ликвидации «Инкомбанка» была окончательно завершена лишь 24 декабря 2004 года. Продажа коллекции антиквариата и художественных ценностей «Инкомбанка» была осуществлена «Антикварно-Аукционным Домом „Гелос“».
В середине 1990-х гг. деятельность «Инкомбанка» был предметом расследования со стороны американских правоохранительных органов. Они изучали факты присвоения топ-менеджментом банка крупных сумм из средств вкладчиков и акционеров, среди которых были американские компании. Дело имело много различных эпизодов: один из них касался адвоката Эммануила Зельцера, который сначала защищал банк, а потом начал выступать против него (позже он участвовал в ряде других громких дел, а затем в 2008 году был арестован в Белоруссии).
Одним из подследственных также был Алексей Кузнецов, занимавший в «Инкомбанке» ряд руководящих должностей. Он подозревался в крупных растратах денег банка на свои личные нужды на территории США. В 1998 году, после того как у «Инкомбанка» была отозвана лицензия, дело было прекращено, а в 2000 году Кузнецов был назначен министром финансов Московской области. В 2004 году он также стал вице-премьером областного правительства. В июле 2008 г. он внезапно подал в отставку (её принял губернатор Борис Громов) и покинул Россию — позже выяснилось, что его заподозрили в наличии двойного гражданства (РФ и США), что законодательно запрещено госчиновникам. Также пресса сообщила о том, что он занимался присвоением подмосковной земли в крупных размерах и организовывал необеспеченные займы, что подорвало экономику региона.